# Adorazione dei pastori (Mantegna)
L'Adorazione dei pastori è un dipinto, tempera su tavola trasferita su tela (40x55,6 cm), di Andrea Mantegna, databile al 1450-1451 circa e conservato nel Metropolitan Museum of Art di New York.

## Storia
L'opera di piccolo formato viene in genere attribuita alla fase giovanile dell'attività di Mantegna, in particolare la si ritiene commissionata da Borso d'Este in occasione del secondo soggiorno dell'artista a Ferrara del 1450-1451.
Nel 1924, a Parigi, fu trasferito da tavola su tela. In seguito a questo trasferimento  il dipinto subì una perdita di piccole dimensioni nell'estremità destra.
Citato forse in un inventario di Margherita Gonzaga del 1586 come "Prosepio de Andrea Mantegna", passò poi al cardinale Pietro Aldobrandini, che lo tenne a Villa Aldobrandini a Montemagnapoli, e poi ai suoi discendenti. In via ereditaria entrò nelle collezioni Pamphili, poi Borghese. Nel 1792 fu venduto pervenendo sul mercato londinese. Dopo vari passaggi di proprietà nel Regno Unito, nel 1925 venne acquistato a New York da un privato che lo donò poi al museo.

## Descrizione e stile
La scena è ambientata all'aperto, con la Madonna al centro che adora il Bambino inginocchiata su un gradino di pietra, mentre a sinistra san Giuseppe dorme e a destra due pastori si inarcano in preghiera. Il sonno di san Giuseppe, rappresentato in disparte, ricorda la sua funzione esclusivamente di custode della Vergine e del Bambino. Il colloquio tra Vergine e Bambino, circondati da angioletti che solennizzano l'evento, è caratterizzato da una notevole intimità. Gesù è sapientemente raffigurato di scorcio, un tipo di veduta virtuosistica che ricorre nella produzione di Mantegna.
All'estremità sinistra si trova un giardino recintato (riferimento all'hortus conclusus che simboleggia la verginità di Maria), da cui si affaccia il bue, e alcune assi che fanno immaginare la capanna dove è avvenuta la natività. A destra è protagonista l'ampio paesaggio, che si apre in profondità, incorniciato da due montagne fatte di rocce a picco. In lontananza, a destra, si vedono altri pastori (uno sta accorrendo a rendere omaggio al Bambino) e un grande albero che sembra ricordare la forma della Croce del Calvario, presagendo la Passione di Cristo.
Alcune incertezze nell'impianto prospettico fanno collocare la tavola vicino ai primi affreschi della cappella Ovetari, in particolare le prime scene delle Storie di san Giacomo (1448-1450), mentre l'attenzione al dettaglio viene spiegata con l'influsso della pittura fiamminga, che Mantegna aveva sicuramente avuto modo di osservare nelle collezioni estensi, forse conoscendo anche direttamente Rogier van der Weyden. Gli stessi ritratti dei pastori, ispirati a un gusto grottesco, rimandano ad esempi nordici, con l'insistenza sulle rughe dei loro volti o su dettagli realistici come il labbro leporino di uno dei due.